# Leopoldine-Glöckel-Hof

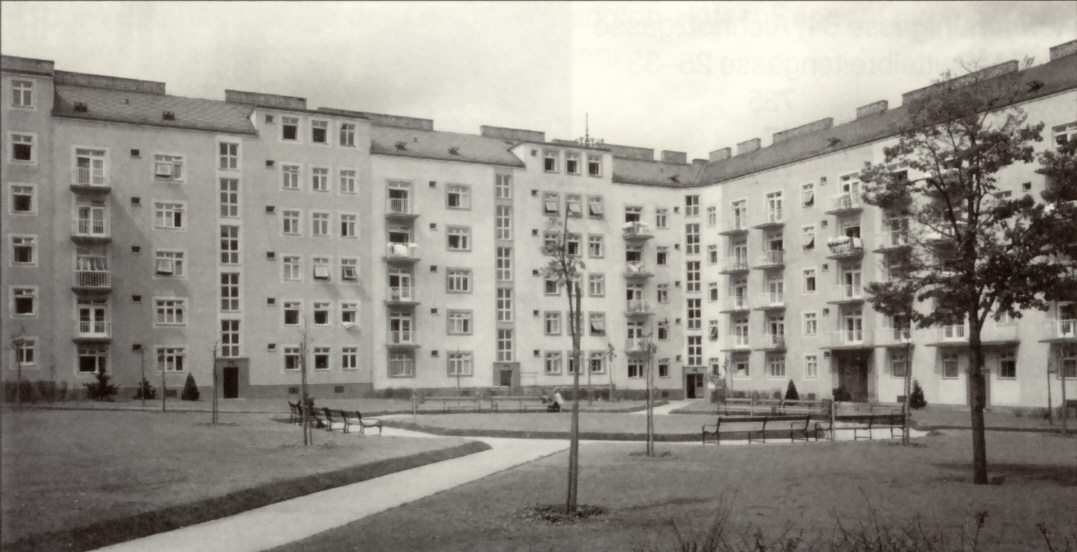
Der Wohnbau in der Entstehungszeit

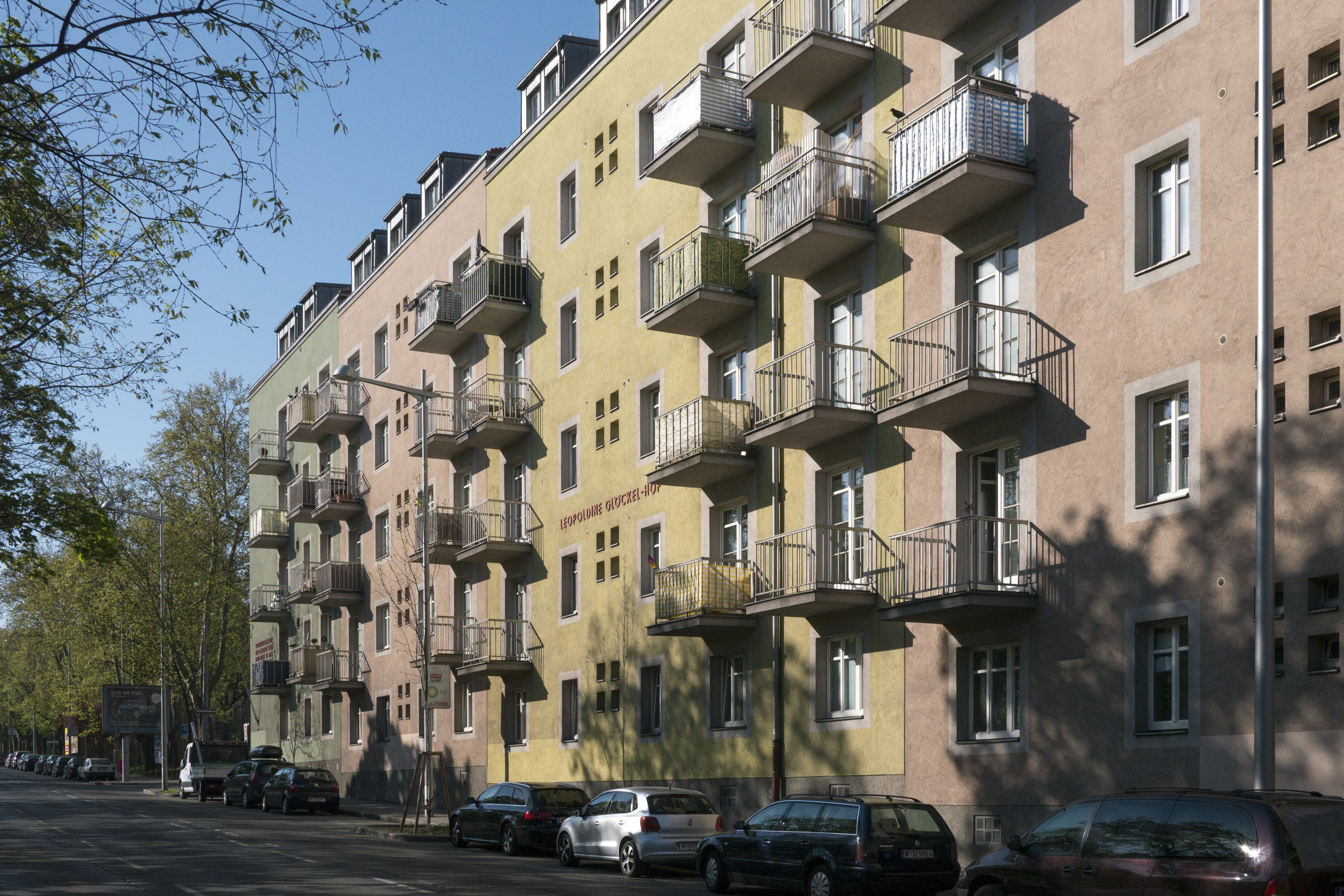
Der Wohnbau vom Gürtel aus

Der Leopoldine-Glöckel-Hof ist eine städtische Wohnhausanlage der Gemeinde Wien im 12. Bezirk Meidling, die 1931 bis 1932 nach Plänen von Josef Frank errichtet wurde.

## Baubeschreibung
Die Wohnhausanlage liegt am Gaudenzdorfer Gürtel 11 und wird von der Steinbauergasse, der Herthergasse und der Siebertgasse umschlossen. Sie umfasst 318 Wohnungen auf 18 Stiegen. Der bedeutende österreichische Architekt Josef Frank plante den Bau in bewusstem Gegensatz zum gegenüberliegenden Reumannhof in schlichten, klaren Formen. Randverbauung ohne Dekor und Schmuck umschließt einen großen Innenhof. Die glatten Fassaden werden lediglich durch Einzelbalkone gegliedert. Allerdings sind die einzelnen Stiegen durch abwechselnde Farbgebung in zarten Pastelltönen und abwechselnd dunkle und helle Fensterrahmung akzentuiert. Diese ungewöhnliche Färbelung trug der ursprünglich namenlosen Wohnhausanlage den Namen Regenbogenhof ein (auch volkstümlich Aquarellhof oder Farbenkastl-Hof).

## Geschichte
Der Wohnbau wurde an der sogenannten „Ringstraße des Proletariats“ in unmittelbarer Nachbarschaft zu anderen großen Gemeindebauten aus der Zeit des Roten Wien errichtet. Während des Bürgerkrieges war der Hof von Schutzbund-Truppen besetzt. Am 13. Februar 1934 wurde er von Regierungstruppen des Bundesheeres mit zwei Kompanien und unter Feuerschutz schwerer Maschinengewehre und eines Minenwerfers gewaltsam gestürmt. Am 11. September 1949 wurde die Anlage in Leopoldine-Glöckel-Hof umbenannt, nach der in dieser Gegend wohnhaften und wirkenden sozialdemokratischen Politikerin Leopoldine Glöckel (1871–1937). Beim Eingang von der Steinbauergasse befindet sich eine Gedenktafel für die Namensgeberin. Bei der 2007 durchgeführten Renovierung wurde die ursprüngliche Farbgebung des Baus wiederhergestellt.